# روبن هارينج
روبن هارينج هو عالم أوبئة ألماني الجنسية إضافة إلى انه كاتب وبروفيسور في الصحة العامة. في عام 2014 عين روبن هارينج أستاذا في الجامعة الأوروبية للعلوم التطبيقية، ثم في عام 2016 عين أستاذا في جامعة موناش في كلية الصحة العامة والطب الوقائي .
الانجازات الأكاديمية
في عام 2006 حصل روبن هارينج على شهادة في علم السكان من جامعة روستوك, و أكمل هارينج اطروحة الدكتوراة عام 2010 حول الغدد الصماء وعمليات الأيض والحد من نسبة الوفيات في جامعة غرايفسفالد، أمضى هارينج مرحلة أبحاث ما بعد الدكتوراه في جامعة بوسطن في دراسات فرانغهام للقلب بعد حصوله على منحة من مؤسسة الفريد كروب فون بولن اند هالباخ في تشرين الثاني عام 2010.
وفي عام 2013 حصل روبن على تأهيل أكاديمي من جامعة غرايفسفالد حول دراساته حول دور هرومون التستوستيرون كمؤشر في صحة الرجل.
الابحاث
التستوستيرون وصحة الرجل
العلامات الحيوية لشيخوخة صحية
الرعاية الصحية الرقمية
الصحة العالمية
الكتب
المريض المثقل بالاعباء: حافظ على صحتك في عصر الطب عالي التقنية .سي .اتش.بيك، ميونخ 2014 .
كذبة الرجال: كم يحتاج الرجل من التستوستيرون (هرمون ذكوري ) بغاومولر، فينا 2015 .
مع يوهانس فيمر: اسال الدكتور يوهانس، طريقك إلى أفضل دواء اولشتاين، برلين 2015 .
مع يوهانس وميتياس اوغوشتين: كل شئ عن البشرة: كيف تبقى صحية وجميلة ؟ ,اولشتاين، برلين 2016 .
يحدث معي، حتى من غير قواعد النجاح يمكن للإنسان ان يصنع مسيرة مهنيه رائعه . ريدلين، ميونخ 2017 .
الرشح ليس ككسر الرجل، بعض الأحيان قلة الدواء أفضل للصحة .برلين 2017.
دليل خطوط عامة للعيادات الصحية . سبغينجر، هايدلبيرغ 2017.
الممارسة القائمة على الأدلة في المهن الصحية، شبغينغر، هايدلبيرغ 2019
```
الصحة الرقميه: وجهات النظر حول الرقمنه في قطاع الصحة / شؤون الصحة / الصحة العامه، شبغينر، ريفيغينس، هايدلبيرغ 2019.
```

كتيب الصحة العالمية. العمل المرجعي الرئيسي. سبرينغ نيتشر، نيويورك 2020.
المراجع
1.^ "Ein Rostocker erklärt die Haut". Norddeutsche Neueste Nachrichten.
2.^ "Robin Haring". Monash University.
3.^ Roedig, Andrea (19 July 2016). "Manneskraft, die alles schafft" (in German). Neue Zürcher Zeitung.
4.^ "Testosteron ist keine Ausrede". Die Presse (in German). 6 June 2015.
5.^ Hollersen, Wiebke (4 October 2015). "Der Mythos vom bösen Testosteron". Die Welt.
6.^ "Genetic markers for testosterone, estrogen level regulation identified". ScienceDaily.